# Ione (California)
Ione (anteriormente Bed Bug, Bedbug, Freeze Out, Hardscrabble, Ione City, Woosterville, Jone City, Jone Valley, y Rickeyville) es una ciudad ubicada en el condado de Amador en el estado estadounidense de California. Según las estimaciones de 2007 tenía una población de 7.842 habitantes y una densidad poblacional de 580.7 personas por km².

## Geografía
Ione se encuentra ubicada en las coordenadas 38°21′10″N 120°55′58″O / 38.35278, -120.93278. Según la Oficina del Censo, la ciudad tiene un área total de 12.4 km² (4.8 sq mi), de la cual 12.3 km² (4.7 sq mi) es tierra y 0.1 km² (0.04 sq mi) (0.63%) es agua.

## Demografía
Los ingresos medios por hogar en la localidad eran de $40.625 y los ingresos medios por familia eran $48.911. Los hombres tenían unos ingresos medios de $26.922 frente a los $23.633 para las mujeres. La renta per cápita para la localidad era de $20.340. Alrededor del 9.3% de las familias y del 11.0% de la población estaban por debajo del umbral de pobreza.